# El Salto de Juanacatlán

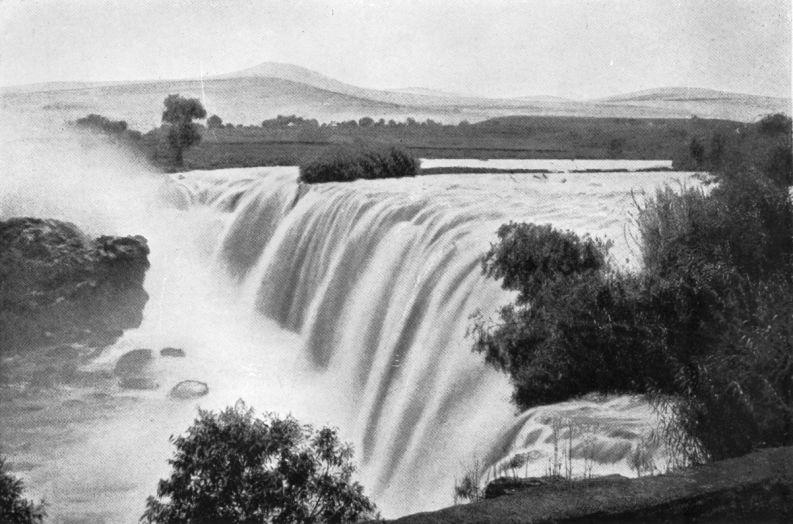
Der Wasserfall von Juanacatlán, 1909

El Salto de Juanacatlán (deutsch Der Sprung von Juanacatlán), auch La Cascada del Salto de Juanacatlán oder Las Cataratas de Juanacatlán, bezeichnet den Wasserfall zwischen den Gemeinden von El Salto, die ihren Namen durch diesen erhalten hat, und Juanacatlán, von deren Namen sich die Bezeichnung des Wasserfalls ableitet. Der Wasserfall (spanisch Catarata bzw. Cascada) trägt auch den Beinamen Niágara mexicano (mexikanischer Niagara).

## Lage
Der Wasserfall ist ein Teil des Río Grande de Santiago, der durch Auslauf des Chapalasees entspringt und nach einer Strecke von fast 500 Kilometern in den Pazifik mündet. Der Wasserfall befindet sich etwa 30 Kilometer südöstlich des Stadtzentrums der zweitgrößten mexikanischen Stadt Guadalajara, der Hauptstadt des Bundesstaates Jalisco, und etwa 16 Kilometer nördlich des Chapalasees, dem größten natürlichen Binnengewässer Mexikos. 

## Geschichte
Am Salto de Juanacatlán wurde das erste Wasserkraftwerk Mexikos errichtet und 1896 wurde neben diesem eine Baumwollspinnerei und -weberei errichtet. Der Wasserfall ziert auch eine alte mexikanische Briefmarke im Wert von 50 Centavos.